# Enevo, Șumen
Enevo (în bulgară Енево) este un sat în comuna Novi Pazar, regiunea Șumen,  Bulgaria. 

## Demografie
Componența etnică a satului Enevo
     Romi (29,23%)
     Bulgari (63,58%)
     Nicio identificare (6,41%)
     Altele (0,76%)
La recensământul din 2011, populația satului Enevo era de 390 locuitori. Din punct de vedere etnic, majoritatea locuitorilor (63,58%) erau bulgari, cu o minoritate de romi (29,23%). Pentru 6,41% din locuitori nu este cunoscută apartenența etnică.